# Mounir Bachir
Mounir Bachir (en arabe : منير بشير) ou Munir Bashir (1930 – 1997) était un joueur de oud irakien, considéré comme l'un des plus grands joueurs de tous les temps. Il est frère de Jamil Bachir, un autre joueur de oud.

## Biographie
Mounir Bachir naît le 28 septembre 1930 à Mossoul en Irak d'un père d'origine syriaque orthodoxe et d'une mère kurde. Charpentier, son père est également chanteur et joueur de oud. Il encourage le penchant musical du jeune Mounir, qui s'inscrit dès l'âge de six ans à l'institut de Bagdad, dirigé alors par Chérif Muhieddin Haydar dont il devient l'élève.
Mounir Bachir donne ses premiers concerts en 1953 sur un oud à cinq cordes doubles augmentées d'une grave. Le rajout de la corde basse est l'une de ses inventions au début des années 1950. Mounir Bachir modifie également la façade de l'instrument en pratiquant deux ouvertures ovales au-dessous de la rosace principale.
Mounir Bachir part terminer ses études en Hongrie, où il obtient son doctorat de musicologie à l'université de Budapest en 1960. Il se retire au Liban et décide alors de mener une carrière de soliste. Sa carrière internationale est lancée en 1971 lorsque paraissent ses albums chez Ocora et EMI.
Il retourne à Bagdad en 1973 et devient l'ambassadeur de la tradition savante et instrumentale arabe du Moyen-Orient avec un répertoire classique. Son style de prédilection concerne les pièces improvisées (taqsim). Il fonde ensuite Al-Bayariq, un groupe qui assume l'héritage de la musique abbasside. En opposition aux diktats de la chanson égyptienne, il impose le récital d'oud soliste, en fondant l'essentiel de son discours musical sur une interprétation libre et méditative du 'maqâm' classique de l'Irak.
En 1989, Mounir Bachir reçoit  le prix Unesco-CIM puis il s'exile en 1991, à la suite de la guerre et du blocus dont souffre l'Irak. Il partage sa vie entre Amman, en Jordanie, et Budapest. Il reçoit le Prix de la Communication Culturelle Nord-Sud de 1993.
Il meurt à Budapest le 28 septembre 1997 à l'âge de 67 ans, alors qu'il s'apprêtait à se rendre à Mexico pour un concert et qu'il devait se produire au Théâtre de la Ville à Paris en duo avec Julien Weiss, devenu son disciple.
Par sa technique exceptionnelle, sa justesse d'intonation, son invention et sa grande sensibilité Mounir Bachir est devenu le maître incontesté du luth arabe contemporain.

## Discographie
- 1971 (Radio-France, Paris) : Irak - L'art du 'ûd

1. Taqsîm en maqâm Nahawand-Kabîr
2. Taqsîm en maqâm Râst
3. Taqsîm en maqâm Hijâz kâr kurd
4. Taqsîm en maqâm Awj.
5. Taqsîm en maqâm Awshâr
6. Taqsîm en maqâm Kurdî
7. Taqsîm en maqâm Lâmî
8. Taqsîm en maqâm Dasht

- 1993 : Autour du monde arabe (chansons jouées au oud)
- 1994 : duo oud avec Omar Bachir
- Méditations